# Resolució 254 del Consell de Seguretat de les Nacions Unides

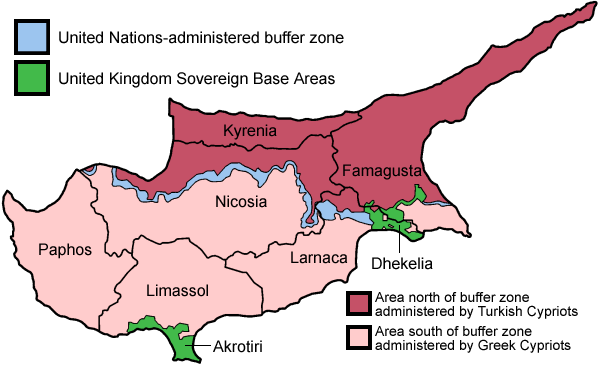
Divisió de Xipre i situació de les bases militars britàniques.

La Resolució 254 del Consell de Seguretat de les Nacions Unides, aprovada per unanimitat l'11 de juny de 1968 després de reafirmar les resolucions anteriors sobre el tema, el Consell va ampliar l'estacionament a Xipre de la Força de les Nacions Unides pel Manteniment de la Pau a Xipre per un altre període, que va finalitzar el 15 de desembre de 1968. El Consell també va demanar a les parts preocupades directament seguir actuant amb la màxima restricció i cooperar plenament amb la força de manteniment de la pau.